# Anne McKnight
Anne McKnight (Aurora (Illinois), 24 de julio de 1924 - Lugano, 29 de agosto de 2012), fue una soprano de ópera estadounidense.

## Biografía
McKnight hizo su debut oficial en 1946, como Musetta en el concierto NBC Symphony en la versión de La bohème, con Licia Albanese y Jan Peerce y dirigido por Arturo Toscanini. Dos años después, cantó la Novena Sinfonía de Beethoven bajo la dirección nuevamente de Toscanini.
McKnight abrió la temporada de 1952 del New York City Opera, en el papel de Tosca, seguido por protagonizar Aïda, ambas dirigidas por Tullio Serafin. En 1953, la soprano cantó otra vez en Tosca (ahora dirigida por Julius Rudel), Don Giovanni (como Donna Elvira, junto a Walter Cassel). Aïda otra vez, Der Rosenkavalier (como Marschallin) y Le nozze di Figaro (como la condesa).
Siguió su carrera en Italia, bajo el nombre Anna de Cavalieri: apareciendo en el Teatro di San Carlo (como Turandot y Alceste, y como Asteria en Nerone), en el Teatro alla Scala (Cyrano de Bergerac, y como Elena en Mefistofele), en Rome Opera, Caracalla (Loreley), Arena di Verona (Aïda) y Teatro Regio (Parma).
En 1960, la soprano volvió a la City Opera, como Anne McKnight, para la premier profesional en Dallapiccola Il prigioniero, junto a Norman Treigle y Richard Cassilly, dirigida por Leopold Stokowski. Después de esta temporada, cantó otra vez la Marschallin con la compañía. Continuó su carrera internacional en Río de Janeiro (Turandot y Tosca), Piacenza, Rovigo, Bruselas, Cremona (Fedora), Toulouse (Norma) y en 1968, Padua (Tosca).
McKnight, murió el 29 de agosto de 2012 a los 88 años en su casa de Lugano.

## Discografía
- Puccini: La bohème (Albanese, Peerce, Valentino, Cehanovsky, Moscona; Toscanini, 1946) [live] RCA
- Dallapiccola:  Il prigioniero (Cassilly, Treigle; Stokowski, 1960) [live] Opera Depot

## Videos
- Beethoven: Symphony No. 9 (Hobson, Dillon, Scott; Toscanini, 1948) [live] RCA